# René Lalique
René Jules Lalique (Ay, Marne, 6. travnja 1860. – Pariz, 1. svibnja 1945.) bio je francuski dizajner nakita i stakla poznat po svojim kreacijama staklene umjetnosti, parfemskih bočica, vaza, nakita, lustera, satova i automobilskih ukrasa.

## Život
Lalique je početak života proveo učeći metode dizajna i umjetnosti kojima će se koristiti u svom kasnijem životu. Kada je imao dvije godine, njegova se obitelj preselila u predgrađe Pariza, ali je za ljetne praznike putovala u Ay. Ta putovanja kasnije su utjecala na Laliqueov naturalistički staklorez. Dvije godine nakon očeve smrti Lalique je počeo raditi kao zlatarski pripravnik Louisa Aucoca u Parizu, gdje je i umro 1. svibnja 1945. godine. René Lalique pokopan je na groblju Père-Lachaise. Njegova unuka, Marie Claude-Lalique (r. 1936), bila je staklorezac kao i on. Umrla je 14. travnja 2003. u mjestu Fort Myers na Floridi.

## Edukacija
Godine 1872. kao dvanaestogodišnjak upisao je College Turgot gdje počinje crtati i skicirati. Pohađao je večernju školu u École des arts décoratifs. Tamo je radio od 1874. do 1876. te je zatim proveo dvije godine u Crystal Palace School of Art u Sydenham, Londonu. Tijekom tog vremena bio je zlatarski naučnik kod vodećeg Pariškog art nouveau draguljara i zlatara, Louisa Aucoca. Vještine grafičkog dizajna unaprijedio je u Sydenham Art Collegeu te je dalje nastavio razvijati naturalistički pristup umjetnosti.

## Art Nouveau dizajner nakita
Po povratku iz Engleske radio je kao slobodni umjetnik, dizajnirajući nakit za francuske draguljare Cartier, Boucheron i druge. Godine 1885. otvorio je svoju radionicu te dizajnirao i izrađivao vlastiti nakit i druge umjetnine od stakla. Do 1890. Lalique je postao poznat kao jedan od najistaknutijih francuskih Art Nouveau dizajnera nakita; stvarao je inovativne primjerke za novu trgovinu Samuela Binga u Parizu, Maison de l'Art Nouveau. Postao je jedan od najpoznatijih u svom području, a njegovo ime postalo je sinonim za kreativnost, ljepotu i kvalitetu.

## Staklorezac
Lalique je bio najpoznatiji po svojim kreacijama u staklenoj umjetnosti. Tijekom 1920-ih postao je poznat po svojem radu u stilu Art Deco. Bio je odgovoran za zidove osvijetljena stakla i elegantno obojane staklene stupove koji su ispunjavali blagovaonicu i "grand salon" prekoceanskog putničkog  broda Normandie te za unutrašnji namještaj, križ, oltarne pregrade, zaleđe oltara i krstionicu crkve Sv. Mateja u Millbrooku u Jerseyu (Lalique's "Glass Church").
Njegova ranija iskustva u Ayu snažno su utjecala na njegov kasniji rad. Kao rezultat, mnogi od njegovih nakita i vaza prikazuju biljke, cvijeće i fluidne linije.
Unikatni i komercijalni radovi Renéa Laliquea nalaze se u kolekcijama u velikom broju javnih muzeja u svijetu, među kojima su Museu Calouste Gulbenkian u Lisabonu, Lalique muzej Hakone u Japanu, Musée Lalique i Musée des Arts Décoratifs u Francuskoj, Schmuckmuseum Pforzheim u Njemačkoj, Victoria and Albert Museum u Londonu, muzej Metropolitan i Corning Museum u državi New York, te Rijksmuseum u Amsterdamu.

## Radovi
- Duh vjetra
- Konj
- Cvrčci, Museu Calouste Gulbenkian
- 1956 Rolls-Royce Silver Wraith, glass model
- Tiara, Museu Calouste Gulbenkian
- Lalique Hood ornament
- Staklena vaza
- Medusa
- Lalique stakleni kip na oltaru u Staklenoj Crkvi
- Dragonfly lady brooch, Museu Calouste Gulbenkian, acquired from the artist in 1903[6]
- Staklena vaza, Museu Calouste Gulbenkian
- Pendant, Museu Calouste Gulbenkian
- Ogrlica dizajnirana za Laliqueovu drugu ženu, Alice Ledru, ca 1897–99, Metropolitan Museum of Art, New York

## Vanjske poveznice
- Rene Lalique Biography at RLalique.com.
- Musée Lalique službena web stranica Francuskog muzeja u potpunosti posvećenog Laliqueu